# Подолянчук Євген Петрович
Євге́н Петро́вич Подолянчу́к (4 липня 1991, Черкаси — 14 вересня 2014, Донецьк) — капітан Збройних сил України, командир групи спеціального призначення 3-го окремого полку спецпризначення. Учасник російсько-української війни, брав участь у першому бою за Донецький аеропорт 26 травня і осінніх боях за ДАП.
Лицар ордена Богдана Хмельницького III ступеня (посмертно). Нагороджений Залізним Пластовим хрестом за заслуги у національно-визвольній боротьбі в утвердженні Української держави (посмертно).

## Біографія
Закінчив школу № 3 у Черкасах.

### Пластова діяльність
У 14 років Євген Подолянчук вступив до скаутської організації «Пласт». Першим табором став міжкурінний табір «Січ» (біля с. Суботів, Чигиринського р-ну, Черкаської обл.). На таборі був похрещений. Член юнацького куреня ім. Ярослава Мудрого. Пластову Присягу склав 18 липня 2006 року. У 2006 році учасник крайового вишкільного табору військового пластування «Леґіон» (Чорний ліс на Прикарпатті), у 2007 першун крайового летунського табору «Чота Крилатих» (с. Луквиця Богородчанського р-ну Івано-Франківської обл.). З липня 2014 року Євгена Подолянчука прийнято до Уладу старшого пластунства.

### Навчання і військова служба
2008 року вступив у Академію сухопутних військ імені гетьмана Петра Сагайдачного до факультету розвідки, який закінчив з відзнакою. З 2012 року на військовій службі. Служив у Кропивницькому, 3-й окремий полк спецпризначення. Займав посаду командира групи: 2 загін, 5 рота.
26 листопада 2012 року таємно розписався з пластункою Марією Сергєєвою. 20 травня 2013 вони повінчалися і 25 травня зіграли весілля.

### Російсько-українська війна
Під час подій Революції гідності у військову частину від влади прийшла телеграма-повідомлення у вигляді звернення військових із закликом до вищого керівництва і президента «забезпечити порядок». Підписання такого документу означало б згоду з діями влади по придушенню повстання, або й готовність до участі у придушенні. Командування, офіцерський склад і бійці відмовилися його підписувати.
Євген Подолянчук відбув на виконання завдань із захисту цілісності держави у числі перших, ще до початку відкритих бойових дій. Спершу виконував завдання по захисту деяких важливих об'єктів, потім — захисту державного кордону від зовнішньої агресії. У квітні 2014 року був направлений в складі свого загону в Донецький аеропорт.

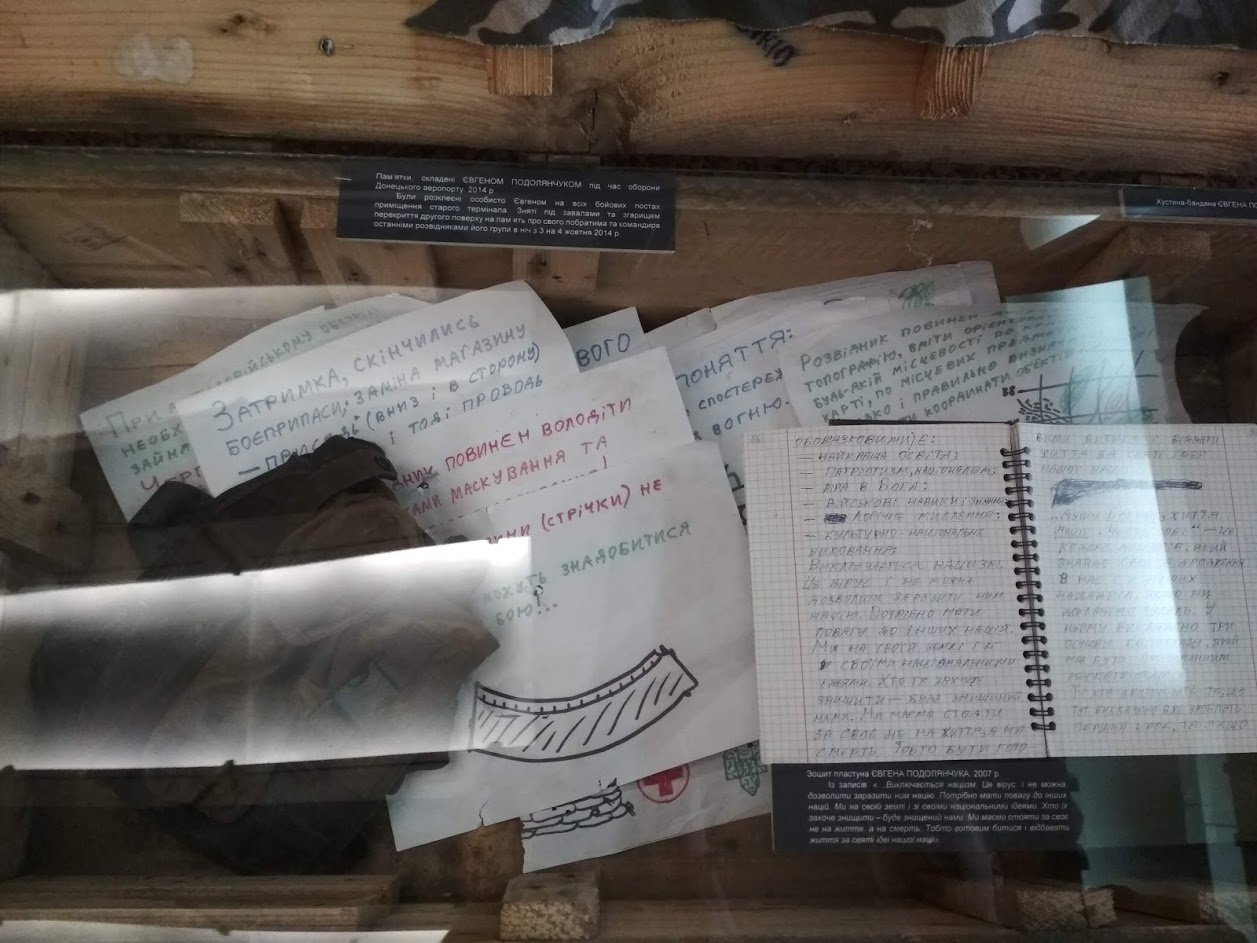
Пам'ятки, які намалював Євген. Музей ДСВ, Київ.

Під час оборони аеропорту демонстрував кмітливість та навички лідера. У будівлі старого терміналу Донецького аеропорту, який ще до початку боїв утримували бійці загону спецпризначення, власноруч намалював десятки пам'яток-нагадувань з військової справи — тактики, теорії, основ психології, — та розвісив на видних місцях, для того щоб усі бійці мимохіть повторювали, запам'ятовували та вивчали життєво важливі навички.
У першому бою за Донецький аеропорт 26 травня Євген працював на найвіддаленішому посту, у складі його групи були снайпери, кулеметник та розрахунок зенітки ЗУ-23-2 десантників 25-ї бригади. Після сповіщення в ефірі о 15:00 дня про висування бойовиків до ДАП, вирішив висунутися на позиції для прикриття вогнем Нового терміналу, який на той час служба безпеки аеропорту не дозволяла займати військовикам, — Євген припускав що саме він буде головною ціллю штурму росіян. За спогадами побратима, позивний Ден, Євген Подолянчук працював на найнебезпечнішій позиції, зі злітної смуги, без жодного укриття. Після початку бою їх накрили АГС-ами і стрілецькою зброєю. Сам Євген пояснив, що їхня позиція була на віддалі, тому прицільно з цієї зброї бойовики по ним бити не могли. Із розвитком бою, він зі своєю групою змінював увесь час позиції та діяв за обставинами.
За спогадами побратима, позивний Турист, у терміналах з бійцями не було спершу медиків, а з часом почали з'являтися поранені. ДАП тоді був у повному оточенні, проте разом з Євгеном вони облаштували зразковий медпункт, прочесавши усі термінали, та зібравши усі наявні ліки. Євген за допомогою випадково знайденої у розбитому кафе стрічки наклейок-цінників, по всьому терміналу розклеїв знаки червоних хрестів і стрілочок, що позначали шляхи можливої евакуації поранених до медпункту. В майбутньому, коли підрозділи мінялися по ротації та часто не були знайомі з терміналами, ці позначки навіть у розпал бою дозволяли координувати порятунок поранених.
Після деблокади аеропорту і прориву українських військ до Пісок, провів на своїй «Ниві» до аеропорту колону танків.
14 вересня 2014 року Євген з бійцями вийшов на завдання по виставленню мінних загорож проти танків на позиції «Єнот». Групу українських бійців затисли ворожим вогнем з близької відстані у будівлі. Незабаром на даху у ній почалася пожежа, а система вентиляції задимила усі приміщення. Спецпризначенці мали покинути будівлю і повертатися під обстрілом, проте на зворотному шляху Євген з двома бійцями вирішив все ж закласти міни на випадок, якщо їх переслідуватиме танк. Євген отримав осколкове поранення в голову, помер під час евакуації з Донецького аеропорту.

## Прощання
18 вересня 2014 року в Будинку офіцерів Черкас відбулося прощання з Євгенієм Подолянчуком. Провести героя в останню дорогу прибули керівники Черкаської області та міста Черкаси, військове керівництво, побратими, рідні, колишні однокласники, друзі та близькі.
Поховали Євгена Подолянчука у селі Крутьки Черкаської області. Попрощатися з Євгеном Подолянчуком прийшли громада села, близькі та рідні, керівництво та члени Національної скаутської організації «Пласт» з різних регіонів України, побратими.

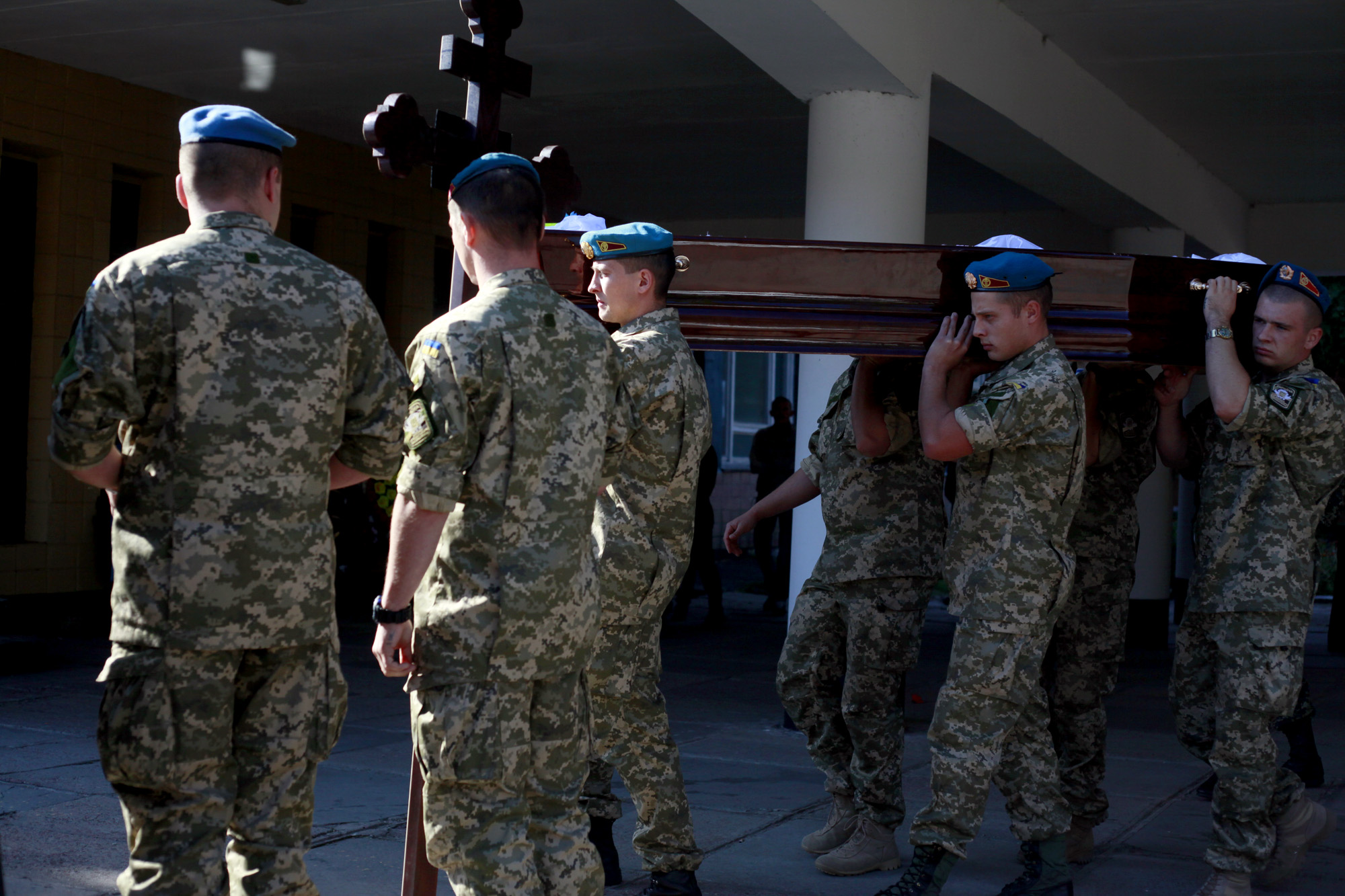
Побратими несуть труну під час прощання у м. Черкаси
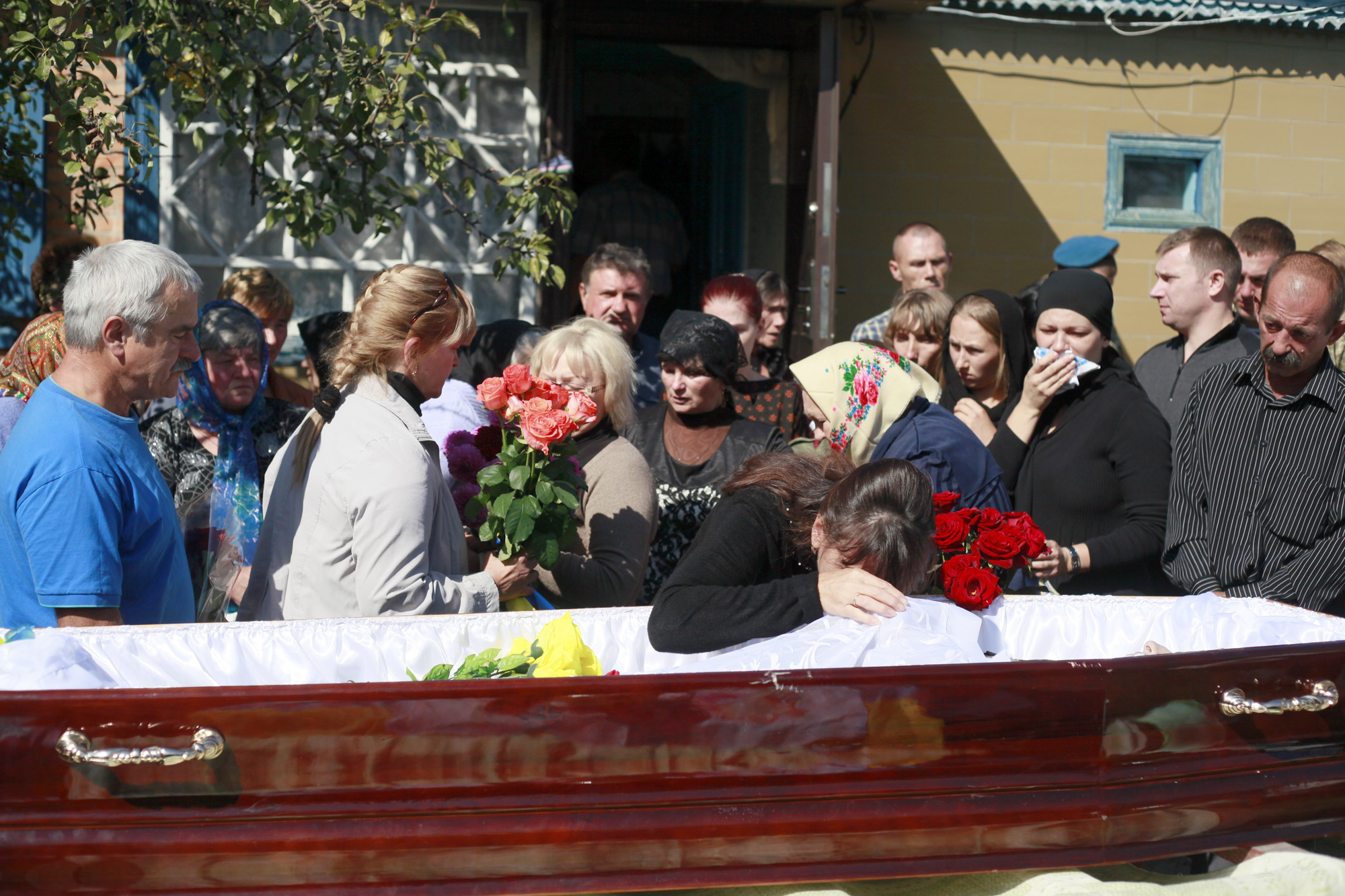
Прощання у рідному селі Крутьки
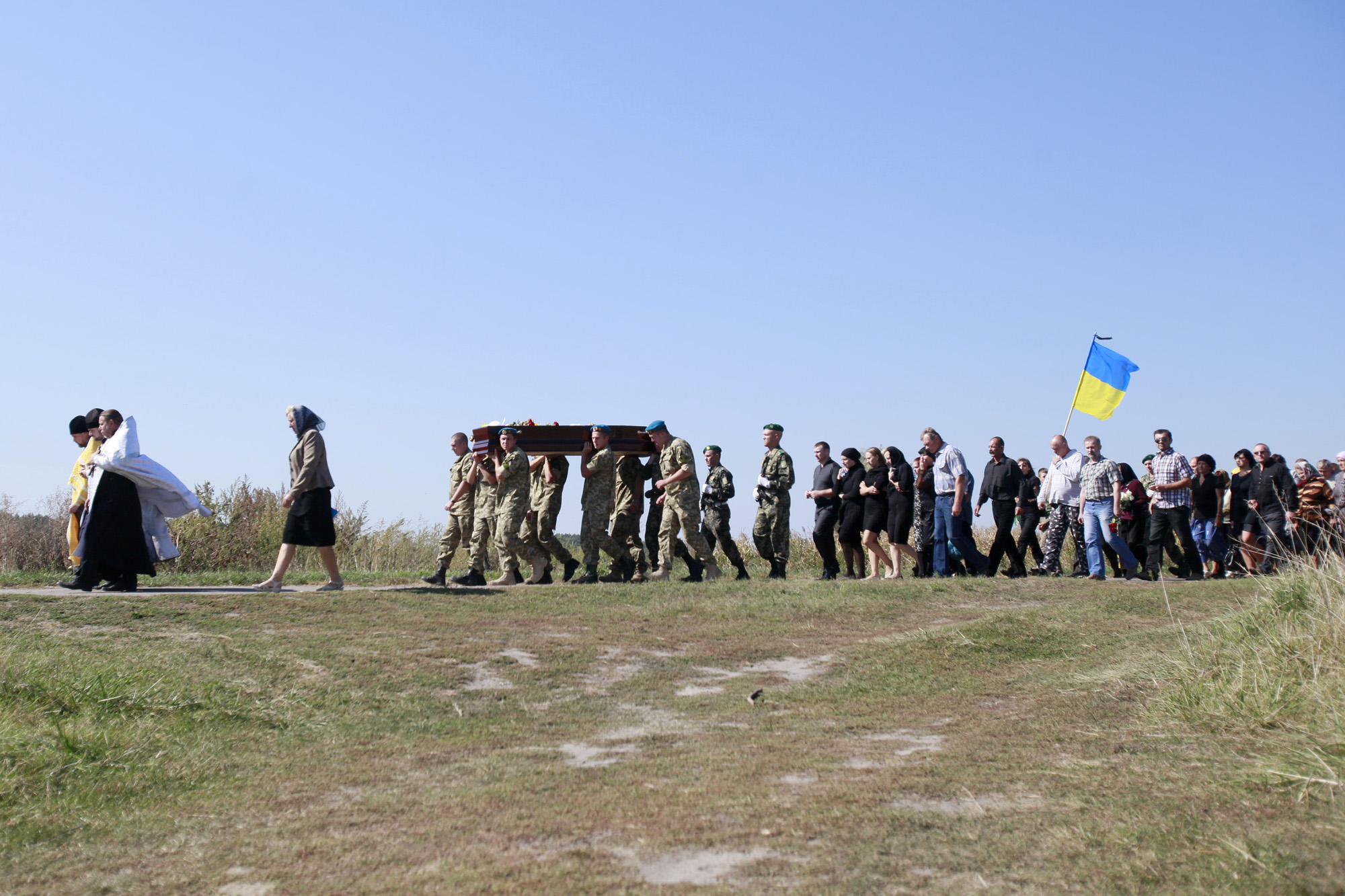
Похоронна процесія у с. Крутьки
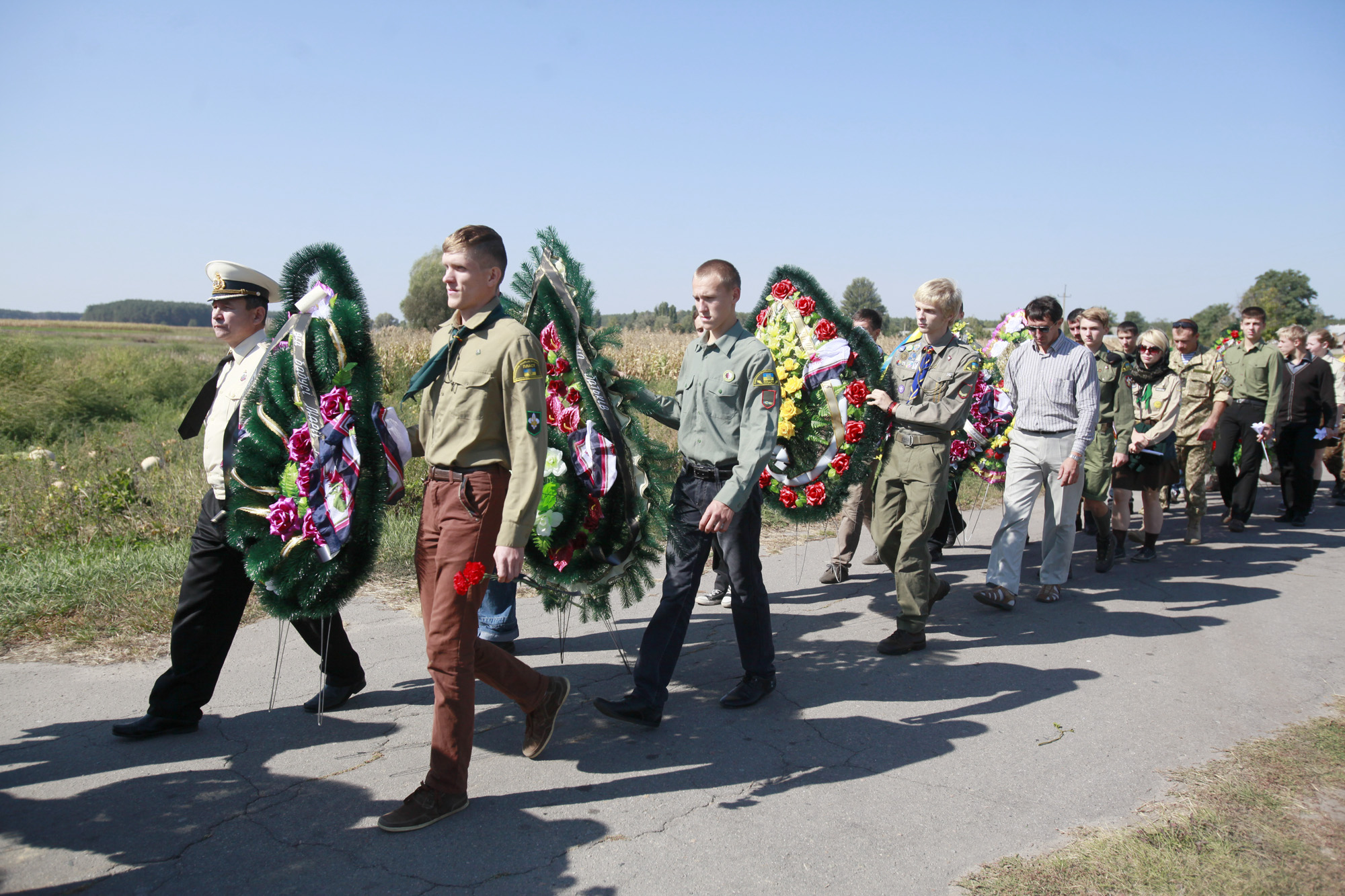
Пластуни несуть похорон під час процесії
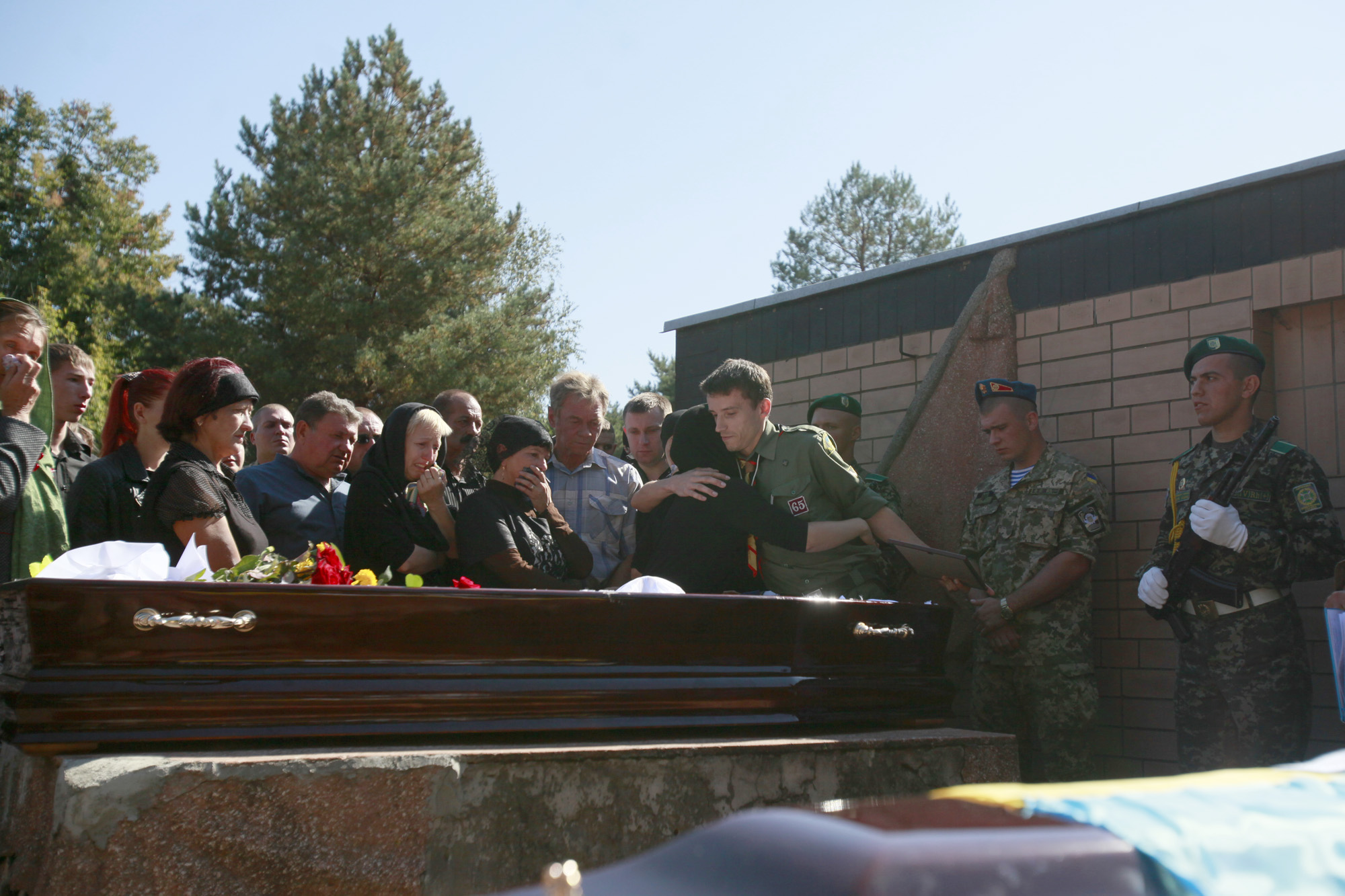
Голова Крайової пластової старшини Дмитро Колесник, вручає дружині Марії, пластовий Залізний Хрест

Без Євгена лишилась дружина.

## Нагороди та вшанування
- Орден Богдана Хмельницького III ступеня (6 жовтня 2014, посмертно) — за особисту мужність і героїзм, виявлені у захисті державного суверенітету та територіальної цілісності України.[10]
- Нагрудний знак «Знак пошани» (11 серпня 2014, наказом Міністра оборони України).
- 24 вересня 2015 року посмертно присвоєно чергове військове звання — капітан.
- «Залізний пластовий хрест за заслуги у національно-визвольній боротьбі в утвердженні Української держави» (18 вересня 2014, посмертно) — найвища нагорода в Пласті була надана Євгенові Подолянчуку Головною Пластовою Булавою на подання Крайової Пластової Ради України.[7]
- Відзнака «За заслуги перед Черкащиною» та Почесна грамота Черкаської обласної державної адміністрації і обласної ради (посмертно).[11]
- Пам'ятний знак «За заслуги перед містом Черкаси» I ступеня (посмертно).[джерело?]
- Недержавна відзнака Орден «Народний Герой України» (Указ № 13 від 10 лютого 2016 р., посмертно).

Пам'ять
- На честь Євгена Подолянчука у Черкасах було перейменовано вулицю Нижню Комсомольську.[12]
- У Кропивницькому на честь Євгена Подолянчука було перейменовано вулицю Костянтина Заслонова.[13]
- 15 вересня 2016-го у черкаській спеціалізованій школі № 3 відкрито меморіальну дошку випускнику Євгену Подолянчуку.[14]
- Його портрет розміщений на меморіалі «Стіна пам'яті полеглих за Україну» у Києві: секція 4, ряд 5, місце 25
- Вшановується в меморіальному комплексі «Зала пам'яті», в щоденному ранковому церемоніалі 14 вересня[15]

### Відео
- Останнє інтерв'ю Євгена Подолянчука // Перший Національний, 7 серпня 2014
- «НІХТО КРІМ НАС» — фільм про пластуна, спецназівця Євгена Подолянчука // PlastFilms, 24 вересня 2015
- Док розповів про Євгена Подолянчука // Валерій Лебідь, 13 вересня 2017
- Пам'яті Олега Кулигіна та Євгена Подолянчука // Валерій Лебідь, 14 вересня 2018